# Diterpene
Diterpene sind aus vier  Isopreneinheiten (2-Methylbutadien) aufgebaut. Bei den rund 3000 bekannten natürlichen Diterpenen handelt es sich somit um Verbindungen, bestehend aus 20 Kohlenstoffatomen, die der Stoffgruppe der Terpene zuzuordnen sind. Sie lassen sich in offenkettige und cyclische Verbindungen unterteilen, die sich auf das Phytan (2,6,10,14-Tetramethylhexadecan) zurückführen lassen.

## Phytane
| Verbindungsbeispiel         | Nutzen/Vorkommen                                                 |
| --------------------------- | ---------------------------------------------------------------- |
| (3R,7R,11R)-Phytan          | Bestandteil in diversen Sedimenten, beispielsweise im Ölschiefer |
| (−)-(3R,7R,11R)-Phytansäure | Spurenbestandteil in Butter                                      |

Phytan lässt sich in Form von (3R,7R,11R)-Phytan unter anderem in sedimentären Gesteinen, Ölschiefern sowie der menschlichen Leber finden. Die Phytansäure kommt ebenfalls im Ölschiefer vor und lässt sich in Spuren im Butterfett nachweisen. Phytansäure spielt im Krankheitsbild des Refsum-Syndroms eine Rolle. Die Säure lagert sich hier aufgrund einer Störung des Lipoidstoffwechsels im Organfett, im Fettgewebe der Muskulatur und im Urin der betroffenen Person ab. Winfried Kahlke brachte 1963 erstmals die Phytansäure mit dem Refsum-Syndrom im Rahmen der Organuntersuchung eines verstorbenen Kindes in Verbindung.

## Cyclophytane
Während 1,6-Cyclophytane selten vorkommen, sind 10,15-Cyclophytane häufiger in der Natur zu finden:

| Verbindungsbeispiel                                 | Nutzen/Vorkommen                                                |
| --------------------------------------------------- | --------------------------------------------------------------- |
| 11-cis-Retinal (oben) und all-trans-Retinal (unten) | 11-cis-Retinal kommt im Rhodopsin in der Netzhaut des Auges vor |

Ein Beispiel eines 10,15-Cyclophytans ist das, in Form des Vitamin-A-Aldehyds vorkommende, 11-cis-Retinal. Es spielt zusammen mit dem Protein Opsin als Bestandteil des Rhodopsins in den Stäbchen der Netzhaut des Auges eine entscheidende Rolle im Rahmen der Photorezeption.
Das Einfangen eines Photons löst im Stäbchen, genauer im Rhodopsin, die Umwandlung von 11-cis-Retinal in das stabilere all-trans-Retinal und eine Reihe weiterer chemischer Reaktionen aus.
Metarhodopsin II, ein Zwischenprodukt dieser chemischen Reaktionen zieht die Desaktivierung von cGMP und damit die Schließung der (ohne Lichteinfall offenen) Natrium-Calcium-Kanäle nach sich, es wird von einer Hyperpolarisation gesprochen. Eine enzymatische Reaktion desaktiviert das Metarhodopsin, so dass die Umwandlung von all-trans-Retinal in das lichtempfindlichere 11-cis-Retinal erfolgen kann.

## Bicyclophytane
Die Bycyclophytane lassen sich auf die Grundstrukturen des Labdan, Haliman und Clerodan zurückführen. Bei den ungefähr 500 bekannten Labdanen handelt es sich um 6,11-10,15-Cyclophytane, pflanzlich vorkommende und im Bereich der Duftstoffe wichtige Verbindungen. Den Strukturen liegt jeweils das bicyclische Decalin (blau markiert) zugrunde:

| Verbindungsbeispiel      | Nutzen/Vorkommen                                                                |
| ------------------------ | ------------------------------------------------------------------------------- |
| (−)-Sclareol, ein Labdan | Natürliches Vorkommen von (−)-Sclareol im Salvia sclarea, dem Muskatellersalbei |

Die Namensherkunft verdanken die Labdane dem Zistrosenstrauch Cistus labdaniferus. Aus den Zweigen dieses Strauchs werden beispielsweise Rohstoffe wie das Labdanumharz für die Parfümerieindustrie gewonnen. Einen weiteren Parfümerierohstoff stellt das (−)-Sclareol dar, welches in der Partialsynthese des Duftstoffes Ambrox als Edukt fungiert. Ambrox gilt als wichtigster Inhaltsstoff der Ambra, eine wachsartige Masse aus dem Darm des Pottwals.

### Umgelagerte Bicyclophytane
Durch Umlagerung von einer, beziehungsweise zwei Methylgruppen im Labdan liegt die Grundstruktur von Haliman, beziehungsweise Clerodan vor (umgelagerte Methylgruppen sind jeweils blau markiert):

| Verbindungsbeispiel      | Nutzen/Vorkommen |
| ------------------------ | --- |
| Agelasin-C, ein Haliman  | Hemmende Wirkung auf die folgend dargestellte Natrium-Kalium-ATPase: Natrium- und Kaliumionen werden bei Normalbedingungen unter Verbrauch von ATP durch die Membran transportiert. |
| Agelasin-B, ein Clerodan | Hemmende Wirkung auf die folgend dargestellte Natrium-Kalium-ATPase: Natrium- und Kaliumionen werden bei Normalbedingungen unter Verbrauch von ATP durch die Membran transportiert. |

Die Halimane verdanken ihren Namen Cistaceaen-Gewächsen wie Halimium Umbellatum. Diverse Derivate finden sich zudem beispielsweise in Form von Agelasinen in den Extrakten verschiedener See-Schwämme, wie dem orangen Okinawan sea sponge, Agelas sp. Die Halimanderivate Agelasin-C und -D wirken dabei hemmend auf das Zellmembranenzym Natrium-Kalium-ATPase. Eine Hemmung der Natrium-Kalium-ATPase wird therapeutisch auch durch Herzglykoside hervorgerufen. Die reversibel kontrollierte Transporthemmung der Natrium- und Kaliumionen sorgt dabei für eine erhöhte Konzentration an Natrium- und infolgedessen Calciumionen innerhalb der Zelle, woraus eine positiv inotrope Wirkung resultiert. Eine Überdosierung an Natrium-Kalium-ATPase-hemmenden Stoffen führt zu einem nicht kontrollierbaren Ausstoß an Calciumionen und der Nachdepolarisation der Zelle, was Arrhythmien des Herzmuskels nach sich zieht. Eine ähnliche, hemmende Wirkung besitzt das Clerodanderivat Agelasin-B, welches ebenfalls aus Agelas sp sowie den Schwämmen Agelas nakamurai und Agelas cf. mauritiana isoliert werden kann. Untersuchungen lassen auf eine Entzündungshemmende und möglicherweise Krebs-vorbeugende Wirkungsweise von Agelasin-B, bei einer Konzentration von 20 µM, schließen. Mit der richtigen Dosierung wirken die Agelasine im Allgemeinen krampflösend und antibakteriell.

## Tricyclophytane
Über eine Cyclisierung an C-13 und C-17 des Labdan lassen sich die Pimarane und Isopimarane ableiten, wobei diese beiden Stoffe durch ihre Konfiguration an C-13 zu unterscheiden sind. Durch Umgelagerungen zählen Gruppen wie die Rosane, toxische Stoffe des Pilzes Trichothecium roseum, die Cassane, Ausgangsstoff der lokalanästhetisch wirksamen Alkaloide der Cassainsäure, und die Abietane zu den Vertretern der Tricyclophytane.
| Verbindungsbeispiel                                     | Nutzen/Vorkommen                                    |
| ------------------------------------------------------- | --------------------------------------------------- |
| 12α-Hydroxy-8,15-isopimaradien-18-säure, ein Isopimaran | Metasequoia glyptostroboides, ein „lebendes Fossil“ |
| (−)-Abietinsäure, ein Abietan                           | Bestandteil des Kolophoniums                        |

Aus Metasequoia glyptostroboides gewonnene Bestandteile, wie die 12α-Hydroxy-8,15-isopimaradien-18-säure wirken zytotoxisch auf diverse humane Tumor-Zelllinien, wie die A-549-Zelllinie. Metasequoia glyptostroboides wurde erstmals 1946 von Dr. Hsen-Hsu Hu in Wan Hsien in China entdeckt und wird umgangssprachlich auch als „lebendes Fossil“ bezeichnet. Die Klassifizierung sequoia wurde 1847 von Stephanus Endlicher für Mammutbäume und verwandte Arten in Anlehnung an den Sequoyah-Stamm der Cherokee-Indianer eingeführt.

Die Abietinsäure stellt den essentiellen Vertreter der Abietane dar. Die Gewinnung kann per Destillation aus dem Kolophonium erfolgen. Kolophonium wird dabei per Wasserdampfdestillation aus dem Balsamharz verschiedener Kiefernarten, wie der Pinus palustris gewonnen und lässt sich zum Test von allergischen Reaktionen auf bestimmte Duftstoffe nutzen.
Abietinsäure erfüllt im Harz ihre Funktion als Schutzsekret vor Insekten und mikrobiellen Infektionen. Technisch findet Abietinsäure, neben der Verwendung in Lackbestandteilen, Anwendung in der Herstellung von Metallseifen und bei der Milchsäure- sowie Buttersäure-Gärung. Zudem wird über antimikrobielle, kardiovaskuläre, allergene und antiallergene Verwendungszwecke berichtet.

## Tetracyclophytane
Die Tetracyclophytane lassen sich im Allgemeinen vom Pimaran ableiten. Zu ihnen gehören die Beyerane, Kaurane, Villanovane, Atisane, Gibberellane und Grayanotoxane. Folgend werden die Grundskelette einiger dieser Vertreter aufgeführt:
| Verbindungsbeispiel                | Nutzen/Vorkommen                               |
| ---------------------------------- | ---------------------------------------------- |
| (−)-Cafestol, ein Kauran           | Arabica-Pflanze und Früchte                    |
| Gibberellinsäure, ein Gibberellan  | Begünstigt das Wachstum junger Erbsenpflanzen. |
| Rhodojaponin III, ein Grayanotoxan | Insektizide Wirkung auf den Kartoffelkäfer.    |

Zu den 1.500 bekannten Kauranen zählt beispielsweise das, aus Coffea arabica gewonnene, entzündungshemmende Furanokauran (−)-Cafestol. Studien belegen zudem einen Zusammenhang zwischen Kaffeekonsum und einem verringerten Risiko bezüglich kolorektalen Tumoren.
Die Stevioside sind Kauranglykoside, die insbesondere aus der Pflanze Stevia rebaudiana isoliert wurden. Einige Vertreter, z. B. Steviosid sowie die Rebaudioside A, D und M, sind mehr als 150 mal so süß wie Saccharose und werden als natürliche Süßstoffe eingesetzt.

Es sind 35 Gibberellane bekannt, wobei es sich um phytohormonelle Stoffe handelt, die Einfluss auf das Pflanzenwachstum oder die Bildung von Früchten haben können. Die Beeinflussung des Wachstums erfolgt dabei über eine Änderung der Ionentransporte von der Wurzel zur Sprosse.
Gibberellinsäure wirkt sich positiv auf die Aufnahme von Kaliumionen in den Wurzeln und den anschließenden Transport in den Spross und damit auf das Streckungswachstum von jungen Erbsenpflanzen aus.

Die Grayantoxane bilden eine Gruppe von toxischen Inhaltsstoffen in Ericaceae-Gewächsen. Das Grayanotoxan Rhodojaponin III kommt in der chinesischen Rhododendronart Rhododendron molle vor und wirkt insektenfraßhemmend sowie insektizid. Insektizide Wirkungen wurden gegen den, ursprünglich in Amerika heimischen und seit 1877 auf europäischem Boden vertretenen, Kartoffelkäfer Leptinotarsa decemlineata und die Heerwurmart Spodoptera frugiperda nachgewiesen.

## Weitere Vertreter der Diterpene
| Kategorie     | Verbindungsbeispiel          | Nutzen/Vorkommen                                                           |
| ------------- | ---------------------------- | -------------------------------------------------------------------------- |
| Cembrane      | Cembren A, ein Cembran       | Wirkt als Pheromon bei den Termiten.                                       |
| Cyclocembrane | Casben, ein Casban           | Schützt die Pflanze Ricinus communis (Chimoio, Mozambique) vor Pilzbefall. |
| Cyclocembrane | (+)-Daphnetoxin, ein Daphnan | Natürliches Vorkommen in Daphne mezereum.                                  |

Das Cembren A gehört zu den 100 bekannten Cembranen, wirkt bei Termiten als Pheromon und kommt in den etherischen Ölen höherer Pflanzen vor. Zudem stellt es einen Inhaltsstoff des Weihrauchs dar.
Taxane kommen nur in der Nadelbaumgattung Taxus vor und werden als Cytostatika verwendet.
Casbane sind im Allgemeinen seltene Stoffe, die jedoch in höheren Pflanzen, wie dem Euphorbiaceaen-Gewächs Ricinus communis als Schutz vor Pilzbefall fungieren, wie das Casben.
Phorbole kommen in Euphorbiaceen und Thmyleaceen vor. Lipophile Derivate, insbesondere Ester mit langkettigen Fettsäuren wie das Phorbol-12-Myristat-13-Acetat oder Orthoester mit Benzoesäure wie das Daphnetoxin, welches im Seidelbast Daphne mezereum enthalten ist, rufen beim Kontakt mit Haut und Schleimhäuten starke Hautreizungen sowie allergische Reaktionen beim Menschen hervor. Daphnetoxin lässt sich lediglich in Gewächsen der Thymelaeaceae finden und besitzt mitochondriale toxische Eigenschaften sowie eine eventuell krebshemmende Wirkung.
Weitere Untergruppen der Diterpene bilden die Prenylsesquiterpene, bei denen das Grundskelett eines Sesquiterpens um einen Isoprenylrest ergänzt wird, und die Ginkgolide, Inhaltsstoffe des Ginkgo-Baumes.